# Caitlin Tipping
Caitlin Rosemary Tipping, född 16 november 2000 i Melbourne i Australien, är en volleybollspelare (högerspiker). Hon spelar för Linköpings VC och Australiens landslag. 
Tipping gick på Kew High School i hemstaden, där hon även spelade volleyboll. Hon fortsatte sedan med att spela för Yarra Ranges VC. Hon flyttade 2019 till USA för studier vid South Alabama University och spelade för deras lag South Alabama Jaguars. Tipping, som då spelade med Australiens juniorlandslag, gick 2021 över till Linköpings VC, en övergång som hjälptes av ett etablerat samarbete mellan Linköping och det australiensiska volleybollförbundet.
Tipping blev utsedd till bästa högerspiker i Elitserien 2021/2022 och 2022/2023 Även vid AVC Challenge Cup 2024 utsågs hon till bästa högerspiker (en av två).